# 1981-es ifjúsági labdarúgó-világbajnokság
Az 1981-es ifjúsági labdarúgó-világbajnokságot október 3. és október 18. között rendezték Ausztráliában. A tornát a nyugatnémet csapat nyerte.

## Csoportkör
A csoportok első két helyezettje jutott a negyeddöntőbe, ahonnan egyenes kieséses rendszerben folytatódott a torna.
| Jelmagyarázat                                                            |
| ------------------------------------------------------------------------ |
| A csoportok első két helyezettje bejutott az egyenes kieséses szakaszba. |
| A csoportok harmadik és negyedik helyezettjei kiestek.                   |

### A csoport
| Csapat           | M | Gy | D | V | G+ | G– | Gk | P |
| ---------------- | - | -- | - | - | -- | -- | -- | - |
| Uruguay          | 3 | 3  | 0 | 0 | 5  | 0  | +5 | 6 |
| Katar            | 3 | 1  | 1 | 1 | 2  | 2  | 0  | 3 |
| Lengyelország    | 3 | 1  | 0 | 2 | 4  | 2  | +2 | 2 |
| Egyesült Államok | 3 | 0  | 1 | 2 | 1  | 8  | −7 | 1 |

| 1981. október 3. 18:30 |

| Lengyelország | 0–1               | Katar      |
| ------------- | ----------------- | ---------- |
|               | (0–1) Jegyzőkönyv | Beleal 37' |

| Lang Park, Brisbane Nézőszám: 17 200 Játékvezető: Tony Boskovic (ausztrál) |

| 1981. október 3. 20:30 |

| Egyesült Államok | 0–3               | Uruguay                                 |
| ---------------- | ----------------- | --------------------------------------- |
|                  | (0–1) Jegyzőkönyv | López Báez 5' Aguilera 60' Da Silva 67' |

| Lang Park, Brisbane Nézőszám: 17 200 Játékvezető: Emilio Soriano Aladren (spanyol) |

| 1981. október 6. 18:30 |

| Egyesült Államok | 1–1               | Katar      |
| ---------------- | ----------------- | ---------- |
| Devey 43'        | (1–0) Jegyzőkönyv | Beleal 56' |

| Lang Park, Brisbane Nézőszám: 10 122 Játékvezető: Tesfaye Gebreyesus (eritreai) |

| 1981. október 6. 20:30 |

| Uruguay      | 1–0               | Lengyelország |
| ------------ | ----------------- | ------------- |
| Da Silva 58' | (0–0) Jegyzőkönyv |               |

| Lang Park, Brisbane Nézőszám: 10 122 Játékvezető: Antonio Márquez Ramírez (mexikói) |

| 1981. október 8. 19:00 |

| Katar | 0–1               | Uruguay      |
| ----- | ----------------- | ------------ |
|       | (0–0) Jegyzőkönyv | Villazán 52' |

| Lang Park, Brisbane Nézőszám: 8264 Játékvezető: Stanislas Kamdem (kameruni) |

| 1981. október 8. 21:00 |

| Lengyelország                               | 4–0               | Egyesült Államok |
| ------------------------------------------- | ----------------- | ---------------- |
| Rzepka 17' Kowalik 18' Dziekanowski 65' 67' | (2–0) Jegyzőkönyv |                  |

| Lang Park, Brisbane Nézőszám: 8264 Játékvezető: Tony Boskovic (ausztrál) |

### B csoport
| Csapat      | M | Gy | D | V | G+ | G– | Gk | P |
| ----------- | - | -- | - | - | -- | -- | -- | - |
| Brazília    | 3 | 2  | 1 | 0 | 5  | 1  | +4 | 5 |
| Románia     | 3 | 2  | 1 | 0 | 3  | 1  | +2 | 5 |
| Dél-Korea   | 3 | 1  | 0 | 2 | 4  | 5  | −1 | 2 |
| Olaszország | 3 | 0  | 0 | 3 | 1  | 6  | −5 | 0 |

| 1981. október 3. 18:30 |

| Olaszország | 1–4               | Dél-Korea                                              |
| ----------- | ----------------- | ------------------------------------------------------ |
| Mariani 83' | (0–3) Jegyzőkönyv | Kwak Sung-Ho 7' Choi Soon-Ho 12' 29' Lee Kyung-Nam 88' |

| Olympic Park, Melbourne Nézőszám: 13 538 Játékvezető: Gastón Castro (chilei) |

| 1981. október 3. 20:30 |

| Románia    | 1–1               | Brazília   |
| ---------- | ----------------- | ---------- |
| Zamfir 82' | (0–0) Jegyzőkönyv | Leomir 67' |

| Olympic Park, Melbourne Nézőszám: 13 538 Játékvezető: George Courtney (angol) |

| 1981. október 6. 18:45 |

| Románia   | 1–0               | Dél-Korea |
| --------- | ----------------- | --------- |
| Sertov 5' | (1–0) Jegyzőkönyv |           |

| Olympic Park, Melbourne Nézőszám: 17 500 Játékvezető: Jorge Romero (argentin) |

| 1981. október 6. 20:45 |

| Brazília        | 1–0               | Olaszország |
| --------------- | ----------------- | ----------- |
| Djalma Baia 56' | (0–0) Jegyzőkönyv |             |

| Olympic Park, Melbourne Nézőszám: 17 500 Játékvezető: Jan Redelfs (nyugat-német) |

| 1981. október 8. 18:45 |

| Dél-Korea | 0–3               | Brazília                                               |
| --------- | ----------------- | ------------------------------------------------------ |
|           | (0–0) Jegyzőkönyv | Paulo Roberto 48' Ronaldo 61' Jun Jong-Son 79' (öngól) |

| Olympic Park, Melbourne Nézőszám: 9000 Játékvezető: Hussein Fahmy Baheig (egyiptomi) |

| 1981. október 8. 20:45 |

| Olaszország | 0–1               | Románia              |
| ----------- | ----------------- | -------------------- |
|             | (0–0) Jegyzőkönyv | Gabor 56' (11-esből) |

| Olympic Park, Melbourne Nézőszám: 9000 Játékvezető: Robert Valentine (skót) |

### C csoport
| Csapat        | M | Gy | D | V | G+ | G– | Gk | P |
| ------------- | - | -- | - | - | -- | -- | -- | - |
| NSZK          | 3 | 2  | 0 | 1 | 6  | 4  | +2 | 4 |
| Egyiptom      | 3 | 1  | 2 | 0 | 7  | 6  | +1 | 4 |
| Mexikó        | 3 | 0  | 2 | 1 | 4  | 5  | −1 | 2 |
| Spanyolország | 3 | 0  | 2 | 1 | 5  | 7  | −2 | 2 |

| 1981. október 3. 19:00 |

| Spanyolország          | 2–2               | Egyiptom    |
| ---------------------- | ----------------- | ----------- |
| S. López 65' Nadal 74' | (0–1) Jegyzőkönyv | Amer 6' 78' |

| Hindmarsh Stadium, Adelaide Nézőszám: 7504 Játékvezető: Lee Woo Bong (dél-koreai) |

| 1981. október 3. 21:00 |

| NSZK     | 1–0               | Mexikó |
| -------- | ----------------- | ------ |
| Loose 2' | (1–0) Jegyzőkönyv |        |

| Hindmarsh Stadium, Adelaide Nézőszám: 7504 Játékvezető: Robert Valentine (skót) |

| 1981. október 6. 19:00 |

| NSZK      | 1–2               | Egyiptom                      |
| --------- | ----------------- | ----------------------------- |
| Loose 35' | (1–1) Jegyzőkönyv | Helmi 31' Amer 54' (11-esből) |

| Hindmarsh Stadium, Adelaide Nézőszám: 14 120 Játékvezető: Rómulo Méndez Molina (guatemalai) |

| 1981. október 6. 21:00 |

| Mexikó   | 1–1               | Spanyolország           |
| -------- | ----------------- | ----------------------- |
| Coss 75' | (0–1) Jegyzőkönyv | S. López 45' (11-esből) |

| Hindmarsh Stadium, Adelaide Nézőszám: 14 120 Játékvezető: Martínez Bazan (uruguayi) |

| 1981. október 8. 18:30 |

| Egyiptom                          | 3–3               | Mexikó                       |
| --------------------------------- | ----------------- | ---------------------------- |
| Guillén 33' (öngól) Saleh 64' 71' | (1–2) Jegyzőkönyv | Vaca 18' Farfán 28' Ríos 69' |

| Bruce Stadium, Canberra Nézőszám: 8150 Játékvezető: Henning Lund-Sorensen (dán) |

| 1981. október 8. 20:30 |

| Spanyolország             | 2–4               | NSZK                                   |
| ------------------------- | ----------------- | -------------------------------------- |
| F. López 72' Fabregat 78' | (0–1) Jegyzőkönyv | Trieb 29' Wohlfarth 47' 85' Anthes 55' |

| Bruce Stadium, Canberra Nézőszám: 14 120 Játékvezető: Arnaldo Coelho (brazil) |

### D csoport
| Csapat     | M | Gy | D | V | G+ | G– | Gk | P |
| ---------- | - | -- | - | - | -- | -- | -- | - |
| Anglia     | 3 | 1  | 2 | 0 | 4  | 2  | +2 | 4 |
| Ausztrália | 3 | 1  | 2 | 0 | 6  | 5  | +1 | 4 |
| Argentína  | 3 | 1  | 1 | 1 | 3  | 3  | 0  | 3 |
| Kamerun    | 3 | 0  | 1 | 2 | 3  | 6  | −3 | 1 |

| 1981. október 3. 13:00 |

| Anglia               | 2–0               | Kamerun |
| -------------------- | ----------------- | ------- |
| Finnigan 57' Dey 78' | (0–0) Jegyzőkönyv |         |

| Sports Ground, Sydney Nézőszám: 15 814 Játékvezető: Toshikazu Sano (japán) |

| 1981. október 3. 15:00 |

| Ausztrália             | 2–1               | Argentína   |
| ---------------------- | ----------------- | ----------- |
| Koussas 79' Hunter 89' | (0–0) Jegyzőkönyv | Morresi 66' |

| Sports Ground, Sydney Nézőszám: 15 814 Játékvezető: Alojzy Jarguz (lengyel) |

| 1981. október 5. 15:00 |

| Ausztrália                             | 3–3               | Kamerun                       |
| -------------------------------------- | ----------------- | ----------------------------- |
| Mitchell 9' Koussas 53' 78' (11-esből) | (1–2) Jegyzőkönyv | Olle Olle 17' Djonkep 35' 52' |

| Newcastle Stadium, Newcastle Nézőszám: 13 797 Játékvezető: Toros Kibritjian (szíriai) |

| 1981. október 5. 15:00 |

| Anglia    | 1–1               | Argentína  |
| --------- | ----------------- | ---------- |
| Small 79' | (0–0) Jegyzőkönyv | Urruti 57' |

| Sports Ground, Sydney Nézőszám: 16 674 Játékvezető: Gianfranco Menegali (olasz) |

| 1981. október 8. 19:00 |

| Kamerun | 0–1               | Argentína |
| ------- | ----------------- | --------- |
|         | (0–1) Jegyzőkönyv | Cecchi 6' |

| Sports Ground, Sydney Nézőszám: 28 932 Játékvezető: Mubarak Waleed Saeed (katari) |

| 1981. október 8. 21:00 |

| Anglia    | 1–1               | Ausztrália |
| --------- | ----------------- | ---------- |
| Small 82' | (0–1) Jegyzőkönyv | Koussas 7' |

| Sports Ground, Sydney Nézőszám: 28 932 Játékvezető: Ioan Igna (román) |

## Egyenes kieséses szakasz
|  |                         |              |                      |                         |   |           |                      |                        |                        |                        |               |       |       |
|  | Negyeddöntők            | Negyeddöntők | Negyeddöntők         |                         |   | Elődöntők | Elődöntők            | Elődöntők              |                        |                        | Döntő         | Döntő | Döntő |
|  | Negyeddöntők            | Negyeddöntők | Negyeddöntők         |                         |   | Elődöntők | Elődöntők            | Elődöntők              |                        |                        | Döntő         | Döntő | Döntő |
|  | október 11. – Melbourne |              |                      |                         |   |           |                      |                        |                        |                        |               |       |       |
|  |                         |              |                      |                         |   |           |                      |                        |                        |                        |               |       |       |
|  | A1                      | Uruguay      | 1                    |                         |   |           |                      |                        |                        |                        |               |       |       |
|  | A1                      | Uruguay      | 1                    | október 14. – Melbourne |   |           |                      |                        |                        |                        |               |       |       |
|  | B2                      | Románia      | 2                    |                         |   |           |                      |                        |                        |                        |               |       |       |
|  | B2                      | Románia      | 2                    |                         |   | Románia   | Románia              | 0                      |                        |                        |               |       |       |
|  | október 11. – Canberra  |              |                      |                         |   | Románia   | Románia              | 0                      |                        |                        |               |       |       |
|  |                         |              | NSZK                 | NSZK                    | 1 |           |                      |                        |                        |                        |               |       |       |
|  | C1                      | NSZK         | NSZK                 | NSZK                    | 1 | 1         |                      |                        |                        |                        |               |       |       |
|  | C1                      | NSZK         |                      |                         |   | 1         | október 18. – Sydney |                        |                        |                        |               |       |       |
|  | D2                      | Ausztrália   | 0                    |                         |   |           |                      |                        |                        |                        |               |       |       |
|  | D2                      | Ausztrália   | 0                    |                         |   | NSZK      | NSZK                 | 4                      |                        |                        |               |       |       |
|  | október 11. – Newcastle |              |                      |                         |   | NSZK      | NSZK                 | 4                      |                        |                        |               |       |       |
|  |                         |              | Katar                | Katar                   | 0 |           |                      |                        |                        |                        |               |       |       |
|  | B1                      | Brazília     | Katar                | Katar                   | 0 | 2         |                      |                        |                        |                        |               |       |       |
|  | B1                      | Brazília     | október 14. – Sydney |                         |   | 2         |                      |                        |                        |                        |               |       |       |
|  | A2                      | Katar        | 3                    |                         |   |           |                      |                        |                        |                        |               |       |       |
|  | A2                      | Katar        | 3                    |                         |   | Katar     | Katar                | 2                      | Bronzmérkőzés          | Bronzmérkőzés          | Bronzmérkőzés |       |       |
|  | október 11. – Sydney    |              |                      |                         |   | Katar     | Katar                | 2                      | Bronzmérkőzés          | Bronzmérkőzés          | Bronzmérkőzés |       |       |
|  |                         |              | Anglia               | Anglia                  | 1 |           |                      | október 17. – Adelaide | október 17. – Adelaide | október 17. – Adelaide |               |       |       |
|  | D1                      | Anglia       | Anglia               | Anglia                  | 1 | 4         |                      | október 17. – Adelaide | október 17. – Adelaide | október 17. – Adelaide |               |       |       |
|  | D1                      | Anglia       |                      |                         |   |           |                      | Románia                | Románia                | 1                      |               |       |       |
|  | C2                      | Egyiptom     | 2                    |                         |   |           |                      | Románia                | Románia                | 1                      |               |       |       |
|  | C2                      | Egyiptom     | 2                    |                         |   | Anglia    | Anglia               | 0                      |                        |                        |               |       |       |
|  |                         |              |                      |                         |   | Anglia    | Anglia               | 0                      |                        |                        |               |       |       |

### Negyeddöntők
| 1981. október 11. 15:00 |

| Uruguay       | 1–2               | Románia              |
| ------------- | ----------------- | -------------------- |
| Berruetta 60' | (0–1) Jegyzőkönyv | Eduard 25' Fisic 84' |

| Olympic Park, Melbourne Nézőszám: 14 800 Játékvezető: Gianfranco Menegali (olasz) |

| 1981. október 11. 15:00 |

| Brazília        | 2–3               | Katar                   |
| --------------- | ----------------- | ----------------------- |
| Ronaldo 27' 78' | (1–1) Jegyzőkönyv | Almuhannadi 10' 54' 87' |

| Newcastle Stadium, Newcastle Nézőszám: 12 993 Játékvezető: Antonio Márquez Ramírez (mexikói) |

| 1981. október 11. 15:00 |

| NSZK          | 1–0               | Ausztrália |
| ------------- | ----------------- | ---------- |
| Wohlfarth 69' | (0–0) Jegyzőkönyv |            |

| Bruce Stadium, Canberra Nézőszám: 13 780 Játékvezető: Henning Lund-Sorensen (dán) |

| 1981. október 11. 15:00 |

| Anglia                     | 4–2               | Egyiptom                      |
| -------------------------- | ----------------- | ----------------------------- |
| Webb 41' 64' 82' Cooke 60' | (1–2) Jegyzőkönyv | Amer 28' (11-esből) Saleh 40' |

| Sports Ground, Sydney Nézőszám: 8293 Játékvezető: Martínez Bazan (uruguayi) |

### Elődöntők
| 1981. október 14. 20:30 |

| Románia | 0–1 (h. u.)                 | NSZK        |
| ------- | --------------------------- | ----------- |
|         | (0–0, 0–0, 0–1) Jegyzőkönyv | Schoen 103' |

| Olympic Park, Melbourne Nézőszám: 15 000 Játékvezető: Robert Valentine (skót) |

| 1981. október 14. 20:00 |

| Katar                 | 2–1               | Anglia    |
| --------------------- | ----------------- | --------- |
| Beleal 12' Alsada 62' | (1–0) Jegyzőkönyv | Small 70' |

| Cricket Ground, Sydney Nézőszám: 12 476 Játékvezető: Jorge Romero (argentin) |

### Bronzmérkőzés
| 1981. október 17. 15:00 |

| Románia   | 1–0               | Anglia |
| --------- | ----------------- | ------ |
| Gabor 36' | (1–0) Jegyzőkönyv |        |

| Hindmarsh Stadium, Adelaide Nézőszám: 10 492 Játékvezető: Henning Lund-Sorensen (dán) |

### Döntő
| 1981. október 18. 15:00 |

| NSZK                                   | 4–0               | Katar |
| -------------------------------------- | ----------------- | ----- |
| Loose 28' 66' Wohlfarth 42' Anthes 86' | (1–0) Jegyzőkönyv |       |

| Cricket Ground, Sydney Nézőszám: 18 531 Játékvezető: Arnaldo Coelho (brazil) |

## Díjak
| Az 1981-es ifjúsági labdarúgó-világbajnokság győztese |
| ----------------------------------------------------- |
| · NSZK · 1. cím                                       |

| 2. helyezett | 3. helyezett | 4. helyezett |
| ------------ | ------------ | ------------ |
| Katar        | Románia      | Anglia       |

| Golden Shoe  | Golden Ball   | Fair Play Díj |
| ------------ | ------------- | ------------- |
| Mark Koussas | Romulus Gabor | Ausztrália    |

## Gólszerzők
| 4 gólos - Mark Koussas - Taher Amer - Ralf Loose - Roland Wohlfarth 3 gólos - Michael Small - Neil Webb - Ronaldo - Hisham Saleh - Khalid Almuhannadi - Badir Beleal 2 gólos - Choi Soon-Ho - Boneventure Djonkep - Dariusz Dziekanowski - Holger Anthes - Romulus Gabor - Sebastian Lopez - Jorge da Silva | 1 gólos - John Cooke - Geoffrey Dey - Anthony Finnigan - Jorge Cecchi - Claudio Morresi - Juan Jose Urruti - Ian Hunter - David Mitchell - Leomir - Djalma Baia - Paulo Roberto - Lee Kyung-Nam - Kwak Sung-Ho - Mark Devey - Mohamed Helmi - Bertin Olle Olle - Ali Alsada - Piotr Rzepka - Jerzy Kowalik | 1 gólos (folytatás) - Agustin Coss - Gonzalez Farfan - Iidefonso Rios - Jose Enrique Vaca - Alfred Schoen - Martin Trieb - Pietro Mariani - Augusztusin Eduard - Cornel Fisic - Stere Sertov - Dorel Zamfir - Jorge Fabregat - Francisco Lopez - Sebastian Nadal - Carlos Aguilera - Javier Lopez Baez - Carlos Berruetta - Jorge Villazan 1 öngólos - Jun Jong-Son ( Brazília ellen) - Jose Guillen ( Egyiptom ellen) |

## Végeredmény
Az első négy helyezett utáni sorrend nem tekinthető hivatalosnak, mivel ezekért a helyekért nem játszottak mérkőzéseket. Ezért e helyezések meghatározásához az alábbiak lettek figyelembe véve:
1. több szerzett pont
2. jobb gólkülönbség
3. több szerzett gól
4. több győzelem

A hazai csapat eltérő háttérszínnel kiemelve.
| Helyezés | Nemzet           | M | Gy | D | V | G+ | G– | Gk | P  |
| -------- | ---------------- | - | -- | - | - | -- | -- | -- | -- |
| Arany    | NSZK             | 6 | 5  | 0 | 1 | 12 | 4  | +8 | 10 |
| Ezüst    | Katar            | 6 | 3  | 1 | 2 | 7  | 9  | –2 | 7  |
| Bronz    | Románia          | 6 | 4  | 1 | 1 | 6  | 3  | +3 | 9  |
| 4.       | Anglia           | 6 | 2  | 2 | 2 | 9  | 7  | +2 | 6  |
|          |                  |   |    |   |   |    |    |    |    |
| 5.       | Uruguay          | 4 | 3  | 0 | 1 | 6  | 2  | +4 | 6  |
| 6.       | Brazília         | 4 | 2  | 1 | 1 | 7  | 4  | +3 | 5  |
| 7.       | Ausztrália       | 4 | 1  | 2 | 1 | 6  | 6  | 0  | 4  |
| 8.       | Egyiptom         | 4 | 1  | 2 | 1 | 9  | 10 | –1 | 4  |
|          |                  |   |    |   |   |    |    |    |    |
| 9.       | Argentína        | 3 | 1  | 1 | 1 | 3  | 3  | 0  | 3  |
| 10.      | Lengyelország    | 3 | 1  | 0 | 2 | 4  | 2  | +2 | 2  |
| 11.      | Dél-Korea        | 3 | 1  | 0 | 2 | 4  | 5  | −1 | 2  |
| 12.      | Mexikó           | 3 | 0  | 2 | 1 | 4  | 5  | −1 | 2  |
| 13.      | Spanyolország    | 3 | 0  | 2 | 1 | 5  | 7  | −2 | 2  |
| 14.      | Kamerun          | 3 | 0  | 1 | 2 | 3  | 6  | −3 | 1  |
| 15.      | Egyesült Államok | 3 | 0  | 1 | 2 | 1  | 8  | −7 | 1  |
| 16.      | Olaszország      | 3 | 0  | 0 | 3 | 1  | 6  | −5 | 0  |